# リアルシャダイ
リアルシャダイ (Real Shadai、1979年5月27日 - 2004年5月26日) は、アメリカ合衆国で生産されたサラブレッド競走馬、種牡馬。
1981年から1982年までフランスで競走生活を送り、G2競走のドーヴィル大賞典に優勝した。ほかジョッキークラブ賞（フランスダービー）、サンクルー大賞でそれぞれ2着の成績がある。通算8戦2勝。競走馬引退後の1984年より日本で種牡馬となり、桜花賞優勝馬シャダイカグラ、阪神3歳ステークス優勝馬イブキマイカグラ、GI競走3勝を挙げたライスシャワーなどを輩出した。1993年度日本リーディングサイアー。長距離向きの馬を数多く輩出する種牡馬としても知られた。

## 経歴

### 生い立ち
1979年、アメリカ合衆国ケンタッキー州レキシントンのノースリッジファームによる生産。父ロベルトはヨーロッパで走り、1972年のダービーステークスなどG1競走を3勝、母デザートヴィクスンもベルデイムステークスでのレコード勝ちなど数々の大競走を制し、本馬が誕生した年にはアメリカ競馬の殿堂に加えられた名牝馬であった。祖母デザートトライアルも12勝を挙げており、その他の近親にも数々のステークス優勝馬がいた。
1歳時の1980年7月、キーンランドで行われたセリ市に上場され、日本から参加していた競走馬生産者の吉田善哉に36万ドルで落札された。将来の日本での種牡馬入りを前提とした落札であり、特に吉田の経営になる社台グループの主力種牡馬・ノーザンテーストを父に持つ牝馬との配合を見越したものだった。本馬の祖父・ヘイルトゥリーズンから連なる系統の種牡馬は、ノーザンテーストの父・ノーザンダンサーの血を受けた牝馬との和合性の高さを示して勢力を伸ばしたが、本馬の場合、血統の相性以上に重視されたのが繋（つなぎ）の形であった。本馬は繋が硬く、極端に立った形をしており、逆に寝た形が多く、ときに柔らかすぎる繋を持つ馬も出していたノーザンテーストの欠点を中和すると考えられたのである。

### 競走馬時代
競走年齢の2歳に達した1981年11月にフランスへ送られ、ノーザンテーストの競走馬時代も手掛けたジョン・カニントン・ジュニア厩舎へ入る。2歳時は2戦したが勝利を挙げることなく、休養を挿んだ翌1982年4月にマロニエ賞で初勝利を挙げた。続くオカール賞では直線で鋭い伸び脚を見せて3着となり、G1競走初出走のジョッキークラブ賞（フランスダービー）では3番人気に支持された。レースでは先行策から最後の直線で先頭に立ったが、残り200メートルでアサートにかわされ、同馬から3馬身差の2着となった。続くサンクルー大賞も先行策から3着と敗れるが、秋に出走したドーヴィル大賞典では後方待機策から最後の直線で鋭く伸び、2着ノーアテンションに1馬身半差をつけて重賞初勝利を挙げた。なお、ノーアテンションも後に種牡馬として日本へ輸出され、GI競走3勝のスーパークリークなどを輩出した。
フランス競馬の最高峰・凱旋門賞では3歳牝馬アキーダの5着と敗れたが、1番人気に推されたアサートやオールアロングなどに先着している。のちリアルシャダイはアメリカへ戻されチャーリー・ウィッティンガムの管理下へ移ったが、アメリカでは一度も出走することなく、1983年11月に種牡馬入りのため日本へ送られた。

### 種牡馬として
社台ファーム早来（のち社台スタリオンステーション）で繋養されたリアルシャダイは、初年度産駒からミュゲロワイヤル、フリートークといった重賞勝利馬を輩出、1989年には2年目の産駒シャダイカグラが桜花賞に優勝し、産駒のGI競走初勝利を挙げた。その後も数々の活躍馬を輩出し、1993年には日本リーディングサイアーとなった。吉田が交配を見越していたノーザンテースト牝馬からも阪神3歳ステークスの優勝馬イブキマイカグラなど数々の活躍馬が生まれた。

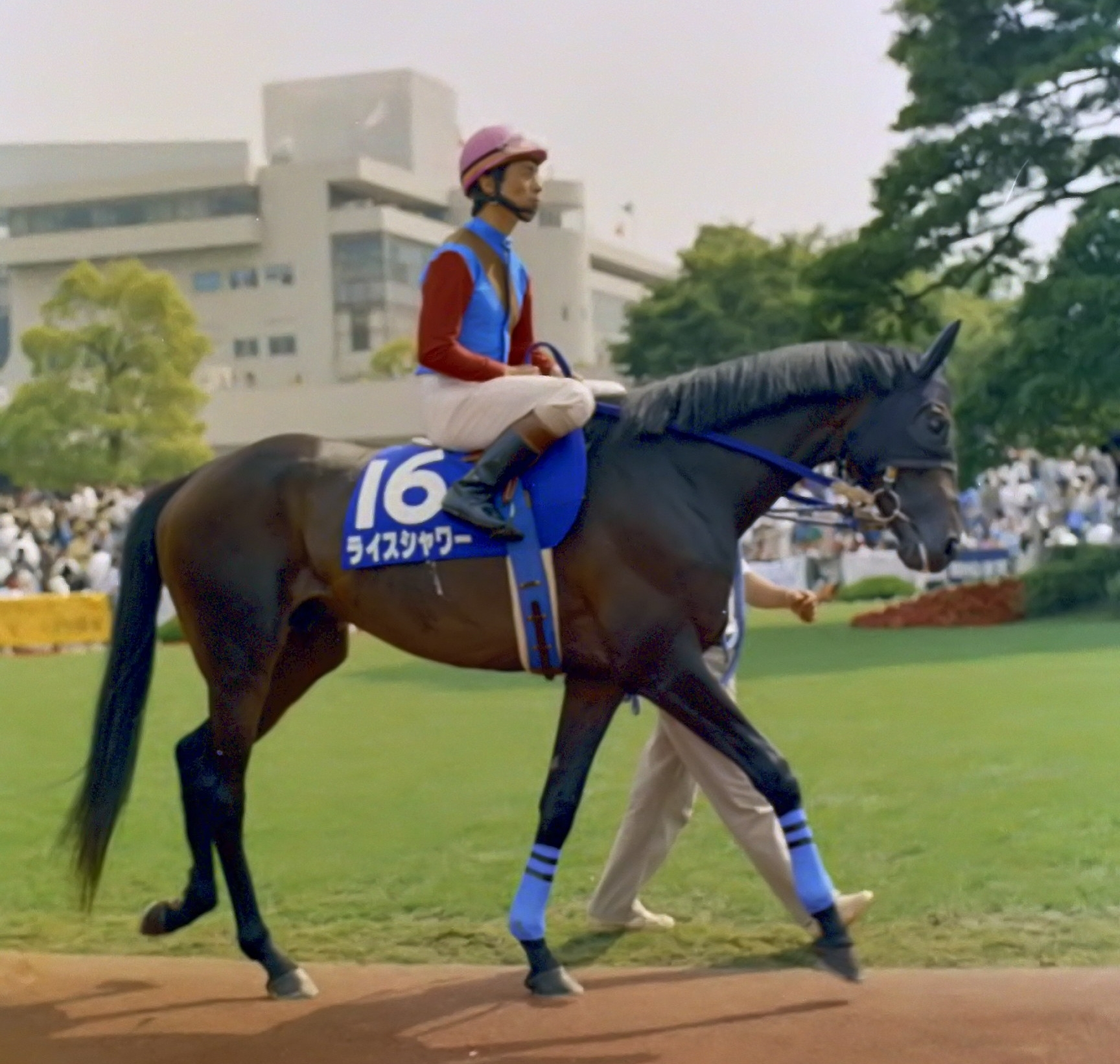
代表産駒ライスシャワー

母親に似た仔を出す傾向があったが、自身からも発達した後躯を伝える特徴があり、産駒が備えた鋭い瞬発力の源になっていたともされる。他方、前述の硬く立った繋が強く遺伝した場合には大きな故障が増え、GI競走で3勝を挙げながら競走中の故障で安楽死処分となったライスシャワーなど、産駒に「悲劇の名馬」「未完の大器」といった類が続出する原因ともなった。
また特筆されるのは長距離競走での強さである。1991年から1996年8月まで集計されたリアルシャダイ産駒による2300メートル以上での成績は、勝率が全種牡馬平均の8.8パーセントに対し17.1パーセント、全勝利に占める2300メートル以上の割合は同3.2パーセントに対し、14.2パーセントであった。勝った3つのGIがすべて長距離競走だったライスシャワーは「最後のステイヤー」とも称された。また、リアルシャダイを母の父に持つイングランディーレ、アドマイヤジュピタもそれぞれ長距離GI競走の天皇賞（春）を制しているが、この「母の父リアルシャダイ」は長距離GIにおける「定番」の血統ともなっていた。
リアルシャダイは2000年の種付けを最後に種牡馬生活から退き、以後は社台スタリオンステーションで功労馬として余生を送った。2004年5月26日、右後脚に発症していた蹄葉炎により衰弱し死亡。25歳没。死後の2009年、社台スタリオンステーションにノーザンテーストと共に馬像が建立された。
吉田善哉と親しかった山野浩一は、リアルシャダイの訃報に接して自身のブログに次のように綴った。

## 年度別競走成績
| 年     | 馬齢 | 出走 | 1着 | 2着 | 3着 | 4着以下 | 主な実績                                                                                                 |
| ------ | ---- | ---- | --- | --- | --- | ------- | --- |
| 1981年 | 3歳  | 2    | 0   | 1   | 0   | 1       | |
| 1982年 | 4歳  | 6    | 2   | 1   | 2   | 1       | 1着 - ドーヴィル大賞典（G2） 2着 - ジョッキークラブ賞（G1） 3着 - サンクルー大賞（G1）、オカール賞（G2） |
| 計     |      | 8    | 2   | 2   | 2   | 2       | |

## 種牡馬成績
出典:JBISサーチ リアルシヤダイ（USA）種牡馬情報各ページ
サラブレッド系総合成績
| 年     | 出走 | 出走 | 勝利 | 勝利 | 順位 | AEI  | 収得賞金         |
| 年     | 頭数 | 回数 | 頭数 | 回数 | 順位 | AEI  | 収得賞金         |
| ------ | ---- | ---- | ---- | ---- | ---- | ---- | ---------------- |
| 1987年 | 22   | 64   | 14   | 15   | 158  | 1.47 | 1億2163万9200円  |
| 1988年 | 60   | 296  | 28   | 49   | 21   | 2.44 | 5億8873万8200円  |
| 1989年 | 87   | 446  | 40   | 62   | 8    | 2.84 | 10億6188万5600円 |
| 1990年 | 96   | 575  | 44   | 72   | 9    | 2.23 | 9億6079万4800円  |
| 1991年 | 121  | 620  | 48   | 79   | 7    | 1.95 | 10億9645万5600円 |
| 1992年 | 134  | 766  | 68   | 106  | 3    | 1.97 | 12億4329万0000円 |
| 1993年 | 144  | 822  | 62   | 95   | 1    | 2.70 | 17億2271万3000円 |
| 1994年 | 159  | 848  | 58   | 90   | 2    | 2.25 | 14億8930万8000円 |
| 1995年 | 146  | 862  | 51   | 80   | 5    | 2.11 | 12億6184万4500円 |
| 1996年 | 131  | 832  | 51   | 94   | 9    | 1.84 | 9億9786万8000円  |
| 1997年 | 142  | 969  | 64   | 93   | 10   | 1.61 | 9億6286万6000円  |
| 1998年 | 168  | 1104 | 62   | 120  | 6    | 1.88 | 13億5877万7000円 |
| 1999年 | 161  | 1128 | 67   | 119  | 14   | 1.44 | 9億8408万6000円  |
| 2000年 | 135  | 1018 | 52   | 93   | 27   | 1.21 | 6億9697万5000円  |
| 2001年 | 122  | 963  | 47   | 88   | 42   | 1.08 | 5億3721万3000円  |
| 2002年 | 124  | 911  | 44   | 91   | 55   | 0.92 | 4億3585万2000円  |
| 2003年 | 95   | 863  | 33   | 53   | 82   | 0.72 | 2億5949万1500円  |
| 2004年 | 60   | 646  | 31   | 62   | 71   | 1.27 | 2億8463万0500円  |
| 2005年 | 33   | 271  | 12   | 20   | 141  | 0.92 | 1億1099万2000円  |
| 2006年 | 18   | 177  | 5    | 13   | 174  | 1.01 | 6926万6000円     |
| 2007年 | 6    | 42   | 0    | 0    | 502  | 0.18 | 411万7000円      |
| 2008年 | 2    | 19   | 0    | 0    | 497  | 0.42 | 332万0000円      |
| 2009年 | 1    | 6    | 1    | 1    | 661  | 0.08 | 23万7000円       |

### 主な産駒
※括弧内は各馬の優勝競走。
GI競走優勝馬
- 1986年産
  - シャダイカグラ（1989年ペガサスステークス、桜花賞、ローズステークス）
    - 1989年度最優秀4歳牝馬
- 1988年産
  - イブキマイカグラ（1990年デイリー杯3歳ステークス、阪神3歳ステークス 1991年弥生賞、NHK杯）
- 1989年産
  - ライスシャワー（1992年菊花賞、1993年日経賞、天皇賞・春 1995年天皇賞・春）
    - 1995年度特別賞

中央競馬および中央・地方統一重賞競走優勝馬
- 1985年産
  - フリートーク（1988年フラワーカップ、クイーンステークス）
  - ミュゲロワイヤル（1988年共同通信杯4歳ステークス）
- 1986年産
  - スピークリーズン（1989年京成杯、函館記念）
  - リアルサファイヤ（1989年フラワーカップ）
  - オースミシャダイ（1990年阪神大賞典、日経賞）
  - ジョーロアリング（1991年阪急杯）
- 1988年産
  - ムッシュシェクル（1993年アルゼンチン共和国杯 1994年日経新春杯、阪神大賞典）
- 1990年産
  - シクレノンシェリフ（1993年毎日杯）
  - ステージチャンプ（1994年日経賞 1995年ステイヤーズステークス）
  - ハギノリアルキング（1995年目黒記念 1996年日経新春杯）
  - フジノスラッガー（1995年中山大障害・秋）
- 1994年産
  - サンライズフラッグ（1998年鳴尾記念）
  - ランフォザドリーム（1998年マーメイドステークス、朝日チャレンジカップ）
- 1996年産
  - ヤマノリアル（2000年マリーンカップ、TCK女王盃）
- 1998年産
  - サンライズジェガー（2002年アルゼンチン共和国杯）

地方競馬重賞競走優勝馬
- 1995年産
  - ビッグコマンド（2002年大天山賞・佐賀）
- 1997年産
  - フレアリングアロー（2000年ニューイヤーカップ・浦和）
  - ファイブビーンズ（2003年埼玉新聞杯・浦和）

### 母の父としての主な産駒
※太字はGI・JpnI競走。
- 1995年産
  - ボールドエンペラー（1997年デイリー杯3歳ステークス。父キンググローリアス）
- 1996年産
  - トウカイポイント（2002年マイルチャンピオンシップ、中山記念。父トウカイテイオー）
    - 2002年度最優秀父内国産馬

  - ペインテドブラック（1999年青葉賞、ステイヤーズステークス。父サンデーサイレンス）
- 1997年産
  - フサイチランハート（2002年アメリカジョッキークラブカップ。父サンデーサイレンス）
  - フューチャサンデー（2000年クイーンカップ。父サンデーサイレンス）
- 1999年産
  - イングランディーレ（2004年天皇賞・春など重賞5勝。父ホワイトマズル）
- 2001年産
  - トーセンジョウオー（2007年エンプレス杯など重賞7勝。父ティンバーカントリー）
  - フィーユドゥレーヴ（2003年函館2歳ステークス。父サンデーサイレンス）
- 2002年産
  - プライドキム（2004年全日本2歳優駿、兵庫ジュニアグランプリ、2008年クラスターカップ。父アフリート）
  - サンライズバッカス（2005年武蔵野ステークス、2007年フェブラリーステークス。父ヘネシー）
- 2003年産
  - アドマイヤジュピタ（2007年アルゼンチン共和国杯、2008年天皇賞・春、阪神大賞典。父フレンチデピュティ）
- 2005年産
  - トランスワープ（2012年函館記念、新潟記念。父ファルブラヴ）
- 2007年産
  - オウケンサクラ（2010年フラワーカップ。父バゴ）
- 2009年産
  - オースミムーン（2010年東京ハイジャンプなど重賞6勝。父アドマイヤムーン）

## 血統表
| リアルシャダイの血統      | リアルシャダイの血統                         | リアルシャダイの血統                         | （血統表の出典）                             | （血統表の出典） |
| 父系                      | ロベルト系                                   | ロベルト系                                   | ロベルト系                                   | [ § 2 ]          |
| 父 Roberto 1969 鹿        | 父の父Hail to Reason 1958 黒鹿               | Turn-to                                      | Royal Charger                                | Royal Charger    |
| 父 Roberto 1969 鹿        | 父の父Hail to Reason 1958 黒鹿               | Turn-to                                      | Source Sucree                                |                  |
| 父 Roberto 1969 鹿        | 父の父Hail to Reason 1958 黒鹿               | Nothirdchance                                | Blue Swords                                  | Blue Swords      |
| 父 Roberto 1969 鹿        | 父の父Hail to Reason 1958 黒鹿               | Nothirdchance                                | Galla Colors                                 |                  |
| 父 Roberto 1969 鹿        | 父の母Bramalea 1959 黒鹿                     | Nashua                                       | Nasrullah                                    | Nasrullah        |
| 父 Roberto 1969 鹿        | 父の母Bramalea 1959 黒鹿                     | Nashua                                       | Segula                                       |                  |
| 父 Roberto 1969 鹿        | 父の母Bramalea 1959 黒鹿                     | Rarelea                                      | Bull Lea                                     | Bull Lea         |
| 父 Roberto 1969 鹿        | 父の母Bramalea 1959 黒鹿                     | Rarelea                                      | Bleebok                                      |                  |
| 母 Desert Vixen 1970 黒鹿 | 母の父In Reality 1964 鹿                     | Intentionally                                | Intent                                       | Intent           |
| 母 Desert Vixen 1970 黒鹿 | 母の父In Reality 1964 鹿                     | Intentionally                                | My Recipe                                    |                  |
| 母 Desert Vixen 1970 黒鹿 | 母の父In Reality 1964 鹿                     | My Dear Girl                                 | Rough'n Tumble                               | Rough'n Tumble   |
| 母 Desert Vixen 1970 黒鹿 | 母の父In Reality 1964 鹿                     | My Dear Girl                                 | Iltis                                        |                  |
| 母 Desert Vixen 1970 黒鹿 | 母の母Desert Trial 1963 栗                   | Moslem Chief                                 | Alibhai                                      | Alibhai          |
| 母 Desert Vixen 1970 黒鹿 | 母の母Desert Trial 1963 栗                   | Moslem Chief                                 | Up the Hill                                  |                  |
| 母 Desert Vixen 1970 黒鹿 | 母の母Desert Trial 1963 栗                   | Scotch Verdict                               | Alsab                                        | Alsab            |
| 母 Desert Vixen 1970 黒鹿 | 母の母Desert Trial 1963 栗                   | Scotch Verdict                               | Glen Arvis                                   |                  |
| 母系(F-No.)               | 2号族(FN:2-c)                                | 2号族(FN:2-c)                                | 2号族(FN:2-c)                                | [ § 3 ]          |
| 5代内の近親交配           | Blue Larkspur 5×5、Nearco 5×5、War Relic 5×5 | Blue Larkspur 5×5、Nearco 5×5、War Relic 5×5 | Blue Larkspur 5×5、Nearco 5×5、War Relic 5×5 | [ § 4 ]          |
| 出典                      | 1. 2. 3. 4.                                  | 1. 2. 3. 4.                                  | 1. 2. 3. 4.                                  | 1. 2. 3. 4.      |